# Chäserrugg
De Chäserrugg is een berg in het kanton St. Gallen in Zwitserland in de gemeente Alt Sankt Johann. De Chäserrugg is een niet geheel zelfstandige bergtop, die iets ten oosten van de hoofdtop, de Hinterrugg ligt. Beide bergen maken deel uit van de Churfirsten in het zuiden van het district Toggenburg. Naar de top met een hoogte van 2262 meter, loopt een kabelbaan vanuit de plaats Unterwasser. In de winter maakt het gebied om de berg deel uit van het skigebied van Obertoggenburg.